# إيسالت (أنغلزي)
إيسالت (بالإنجليزية: Isallt Bach)‏ هي منطقة سكنية تقع في ويلز في أنغلزي.